# Gumtow
Gumtow est une commune d'Allemagne du Brandebourg dans l'arrondissement de Prignitz.

## Géographie
La municipalité comprend, outre le bourg de Gumtow, seize localités et villages : Barenthin, Dannenwalde, Demerthin (village connu pour son château de Demerthin), Döllen, Görike, Granzow, Groß Welle, Kolrep, Krams, Schönebeck avec le hameau de Breitenfeld, Schrepkow, Vehlin, Vehlow (avec Brüsenhagen) et Wutike.

## Personnalités liées à la ville
- Alexander Friedrich von Woldeck (1720-1795), général né à Vehlow

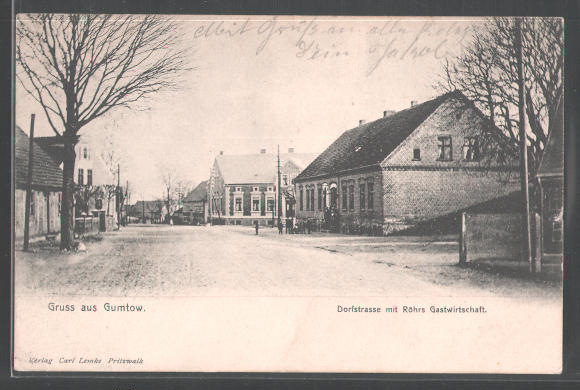
Gumtow en 1906